# 시체놀이

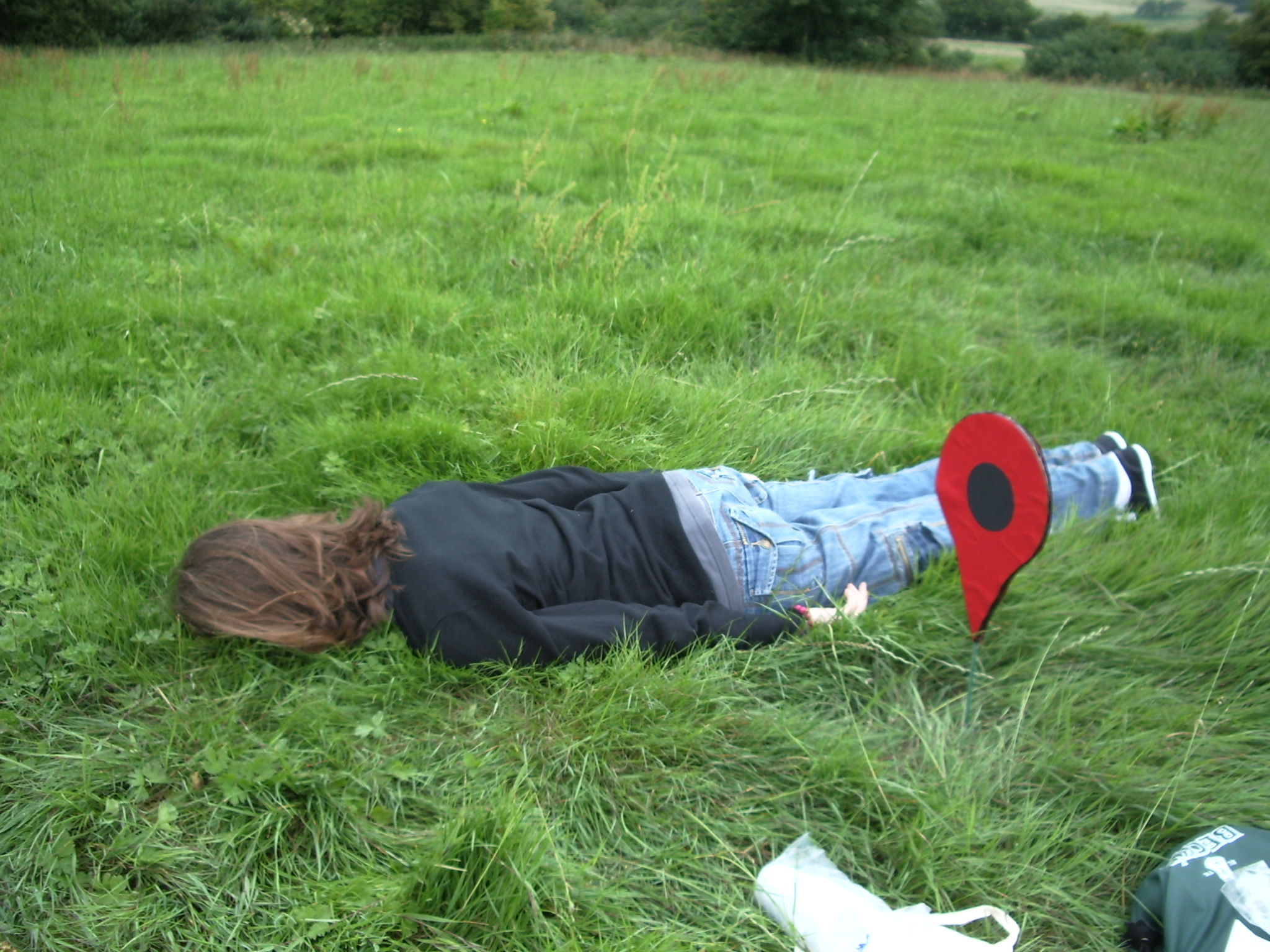
들판에서의 시체놀이

시체놀이는 죽은 척을 하면서 노는 놀이의 일종이다.
영문으로는 Planking 이라고 불리며 게리 글락슨(1982년)과 크리스탄 랭던(1985년)의 친구들은 서머셋, 잉글랜드 등 여러 장소에서 놀이를 즐기고 이후에 더욱 더 험한, 가장 높은 건물에 모여서 시체놀이를 즐겼다고 한다. 페이스북 등 SNS의 영향으로 더욱 많은 참여자들이 생겨나고 있는 중이다. 즐거움을 위한 놀이이지만 게리 글락슨의 시도대로 스릴을 위해서 가장 높은 건물, 아주 위험한 장소에서 놀이를 즐기다가 2011년 5월 15일, 호주에 사는 20살의 남자가 추락사한 사건도 있었다.